# Filmfare Awards (2022)
67-я церемония награждения Filmfare Awards состоялась 30 августа 2022 года. На ней были отмечены лучшие киноработы на хинди, вышедшие в прокат до конца 2021 года.
Фильм Шершах возглавил церемонию получив 19 номинаций. Следом за ним идут фильмы Командир Сингх и 83 с 14 номинаций каждый. Фильм Ракета Рашми — 11 номинаций, Sandeep Aur Pinky Faraar — 10 номинаций.
Командир Сингх завоевал 9 номинаций, включая категории Лучший фильм по мнению критиков и Лучшая мужская роль по мнению критиков (Вики Каушал), став самым награждаемым фильмом церемонии.
Фильмы Шершах и Мими получили множество наград на церемонии. Первый завоевал в категориях Лучший фильм и Лучшая режиссура (Вишувардхан) и последняя победа в категориях Лучшая женская роль (для Крити Санон), Лучшая мужская роль второго плана (Панкадж Трипатхи) и Лучшая женская роль второго плана (Сай Тамханкар).
Второй год подряд Панкадж Трипатхи получает две номинации в категории «Лучший актер второго плана» за свои роли в фильмах «83» и «Мими» и получает награду за последний.

## Церемония
67-я церемония вручения премии состоялась в «Jio World Centre». На пресс-конференции, которую вёл редактор журнала Filmfare Джитеш Пиллай сообщил, что Wolf777news стал главным спонсором. Актёры Ранвир Сингх и Арджун Капур были объявлены соведущими, в то время, такие актёры, как Нора Фатехи, Вики Каушал, Картик Аарян, Диша Патани, Джанви Капур, Варун Дхаван и Киара Адвани были объявлены выступающими на мероприятии. Оно состоялось 30 августа 2022 года и транслировалось 9 сентября 2022 года на канале Colors TV.

## Победители и номинанты
18 августа 2022 года были анонсированы номинанты, а победители 30 августа 2022 года.
| - Вишувардхан — Лучший режиссёр - Крити Санон — Лучшая актриса - Ранвир Сингх — Лучший актёр - Видья Балан — Лучшая женская роль - Вики Каушал — Лушая мужская роль - Панкадж Трипатхи — Лучшая мужская роль второго плана - Сай Тамханкар — Лучшая женская роль второго плана - Б Праак — Лучший мужской закадровый вокал - Азис Каур — Лучший женский закадровый вокал - Субхаш Гхай — Премия журнала «Filmfare» за вклад в кинематографию |

### Популярные награды
| Лучший фильм | Лучший фильм | Лучший фильм | Лучший режиссёр | Лучший режиссёр | Лучший режиссёр |
| --- | --- | --- | --- | --- | --- |
| - Шершах – Dharma Productions, Kaash Entertainment, Amazon Prime Video - Вся семья Рампрасада – Drishyam Films, Jio Studios - Ракета Рашми – RSVP Movies, Mango People Media Network, ZEE5 - Командир Сингх – Rising Sun Films, Kino Works, Amazon Prime Video                                                    | - Шершах – Dharma Productions, Kaash Entertainment, Amazon Prime Video - Вся семья Рампрасада – Drishyam Films, Jio Studios - Ракета Рашми – RSVP Movies, Mango People Media Network, ZEE5 - Командир Сингх – Rising Sun Films, Kino Works, Amazon Prime Video                                                    | - Шершах – Dharma Productions, Kaash Entertainment, Amazon Prime Video - Вся семья Рампрасада – Drishyam Films, Jio Studios - Ракета Рашми – RSVP Movies, Mango People Media Network, ZEE5 - Командир Сингх – Rising Sun Films, Kino Works, Amazon Prime Video                                                    | - Вишувардхан – Шершах - Акарш Хурана – Ракета Рашми - Кабир Кхан – 83 - Сима Бхаргава – Вся семья Рампрасада - Шуджит Сиркар – Командир Сингх | - Вишувардхан – Шершах - Акарш Хурана – Ракета Рашми - Кабир Кхан – 83 - Сима Бхаргава – Вся семья Рампрасада - Шуджит Сиркар – Командир Сингх | - Вишувардхан – Шершах - Акарш Хурана – Ракета Рашми - Кабир Кхан – 83 - Сима Бхаргава – Вся семья Рампрасада - Шуджит Сиркар – Командир Сингх |
| Лучшая мужская роль | Лучшая мужская роль | Лучшая мужская роль | Лучшая женская роль | Лучшая женская роль | Лучшая женская роль |
| - Ранвир Сингх – 83 в роли Капил Дев - Дхануш – Странная любовь в роли С. Венкатеш Вишванатх «Вишу» Айер - Сидхартх Малхотра – Шершах в роли Викрам Батра - Вики Каушал – Командир Сингх в роли Удхам Сингх | - Ранвир Сингх – 83 в роли Капил Дев - Дхануш – Странная любовь в роли С. Венкатеш Вишванатх «Вишу» Айер - Сидхартх Малхотра – Шершах в роли Викрам Батра - Вики Каушал – Командир Сингх в роли Удхам Сингх | - Ранвир Сингх – 83 в роли Капил Дев - Дхануш – Странная любовь в роли С. Венкатеш Вишванатх «Вишу» Айер - Сидхартх Малхотра – Шершах в роли Викрам Батра - Вики Каушал – Командир Сингх в роли Удхам Сингх | - Крити Санон – Мими в роли Мими Ратхор - Киара Адвани – Шершах в роли Димпл Чима - Паринити Чопра – Sandeep Aur Pinky Faraar в роли Сандип Каур - Тапси Панну – Ракета Рашми в роли Рашми Чиббар - Видья Балан – Тигрица в роли Видья Винсент                                                     | - Крити Санон – Мими в роли Мими Ратхор - Киара Адвани – Шершах в роли Димпл Чима - Паринити Чопра – Sandeep Aur Pinky Faraar в роли Сандип Каур - Тапси Панну – Ракета Рашми в роли Рашми Чиббар - Видья Балан – Тигрица в роли Видья Винсент                                                     | - Крити Санон – Мими в роли Мими Ратхор - Киара Адвани – Шершах в роли Димпл Чима - Паринити Чопра – Sandeep Aur Pinky Faraar в роли Сандип Каур - Тапси Панну – Ракета Рашми в роли Рашми Чиббар - Видья Балан – Тигрица в роли Видья Винсент                                                     |
| Лучшая мужская роль второго плана | Лучшая мужская роль второго плана | Лучшая мужская роль второго плана | Лучшая женская роль второго плана | Лучшая женская роль второго плана | Лучшая женская роль второго плана |
| - Панкадж Трипатхи – Мими в роли Бхану Пратап Пандей - Абхишек Банерджи – Ракета Рашми в роли Эшит Мехта - Манав Каул – Saina в роли Тренер Сарвадхамаан Раджан - Панкадж Трипатхи – 83 в роли ПР Ман Сингх - Паван Бандхопадхай – Боб Бисвас в роли Кали Кришна Пол - Радж Арджун – Лидер в роли Р. Х. Веераппан | - Панкадж Трипатхи – Мими в роли Бхану Пратап Пандей - Абхишек Банерджи – Ракета Рашми в роли Эшит Мехта - Манав Каул – Saina в роли Тренер Сарвадхамаан Раджан - Панкадж Трипатхи – 83 в роли ПР Ман Сингх - Паван Бандхопадхай – Боб Бисвас в роли Кали Кришна Пол - Радж Арджун – Лидер в роли Р. Х. Веераппан | - Панкадж Трипатхи – Мими в роли Бхану Пратап Пандей - Абхишек Банерджи – Ракета Рашми в роли Эшит Мехта - Манав Каул – Saina в роли Тренер Сарвадхамаан Раджан - Панкадж Трипатхи – 83 в роли ПР Ман Сингх - Паван Бандхопадхай – Боб Бисвас в роли Кали Кришна Пол - Радж Арджун – Лидер в роли Р. Х. Веераппан | - Сай Тамханкар – Мими в роли Шама Ананд - Кирти Кулхари – Мира, девушка в поезде в роли Инспектор Далбир Каур Багга - Конкона Сен Шарма – Вся семья Рампрасада в роли Сима - Мегна Малик – Saina в роли Уша Рани Нехвал - Нина Гупта – Sandeep Aur Pinky Faraar в роли Тетя «Мину» Сингх          | - Сай Тамханкар – Мими в роли Шама Ананд - Кирти Кулхари – Мира, девушка в поезде в роли Инспектор Далбир Каур Багга - Конкона Сен Шарма – Вся семья Рампрасада в роли Сима - Мегна Малик – Saina в роли Уша Рани Нехвал - Нина Гупта – Sandeep Aur Pinky Faraar в роли Тетя «Мину» Сингх          | - Сай Тамханкар – Мими в роли Шама Ананд - Кирти Кулхари – Мира, девушка в поезде в роли Инспектор Далбир Каур Багга - Конкона Сен Шарма – Вся семья Рампрасада в роли Сима - Мегна Малик – Saina в роли Уша Рани Нехвал - Нина Гупта – Sandeep Aur Pinky Faraar в роли Тетя «Мину» Сингх          |
| Дебютные награды | | | | | |
| Лучшая дебютная мужская роль | Лучшая дебютная мужская роль | Лучшая дебютная женская роль | Лучшая дебютная женская роль | Лучший режиссёрский дебют | Лучший режиссёрский дебют |
| - Эхан Бхатт – 99 песен в роли Джей | - Эхан Бхатт – 99 песен в роли Джей | - Шарвари Ваг – Банти и Бабли 2 в роли Соня Рават / Жасмин «Джаз» | - Шарвари Ваг – Банти и Бабли 2 в роли Соня Рават / Жасмин «Джаз» | - Сима Бхаргава – Вся семья Рампрасада | - Сима Бхаргава – Вся семья Рампрасада |
| Писательские награды | | | | | |
| Лучший сюжет | Лучший сюжет | Лучший сценарий | Лучший сценарий | Лучший диалог в фильме | Лучший диалог в фильме |
| - Абхишек Капур, Супратик Сен и Тушар Паранжпе – Любовь в Чандигархе - Дибакар Банерджи и Варун Гровер – Sandeep Aur Pinky Faraar - Каника Диллон – Прекрасная возлюбленная - Нандха Периясами – Ракета Рашми - Сима Бхаргава – Вся семья Рампрасада                                                              | - Абхишек Капур, Супратик Сен и Тушар Паранжпе – Любовь в Чандигархе - Дибакар Банерджи и Варун Гровер – Sandeep Aur Pinky Faraar - Каника Диллон – Прекрасная возлюбленная - Нандха Периясами – Ракета Рашми - Сима Бхаргава – Вся семья Рампрасада                                                              | - Шубенду Бхаттачарья и Ритеш Шах – Командир Сингх - Ааста Тику – Тигрица - Анируддха Гуха – Ракета Рашми - Дибакар Банерджи и Варун Гровер – Sandeep Aur Pinky Faraar - Кабир Кхан, Санджай Пуран Сингх Чаухан и Васан Бала – 83 - Сендип Шривастав – Шершах                                                     | - Шубенду Бхаттачарья и Ритеш Шах – Командир Сингх - Ааста Тику – Тигрица - Анируддха Гуха – Ракета Рашми - Дибакар Банерджи и Варун Гровер – Sandeep Aur Pinky Faraar - Кабир Кхан, Санджай Пуран Сингх Чаухан и Васан Бала – 83 - Сендип Шривастав – Шершах                                      | - Дибакар Банерджи и Варун Гровер – Sandeep Aur Pinky Faraar - Амит Масуркар, Yashasvi Mishra – Тигрица - Кабир Кхан и Sumit Arora – 83 - Каника Диллон – Ракета Рашми - Ритеш Шах – Командир Сингх - Сендип Шривастав – Шершах                                                                    | - Дибакар Банерджи и Варун Гровер – Sandeep Aur Pinky Faraar - Амит Масуркар, Yashasvi Mishra – Тигрица - Кабир Кхан и Sumit Arora – 83 - Каника Диллон – Ракета Рашми - Ритеш Шах – Командир Сингх - Сендип Шривастав – Шершах                                                                    |
| Музкальные награды | | | | | |
| Лучшая музыка к песне для фильма | Лучшая музыка к песне для фильма | Лучшая музыка к песне для фильма | Лучшие слова к песне для фильма | Лучшие слова к песне для фильма | Лучшие слова к песне для фильма |
| - Танишк Багчи, Б Праак, Яани, Джаслин Роял, Джавед-Мохсин и Викрам Монтрозе – Шершах - Алла Ракха Рахман – Странная любовь - Алла Ракха Рахман – Мими - Амаал Маллик – Saina - Амит Триведи – Прекрасная возлюбленная - Сачин-Джигар – Любовь в Чандигархе                                                       | - Танишк Багчи, Б Праак, Яани, Джаслин Роял, Джавед-Мохсин и Викрам Монтрозе – Шершах - Алла Ракха Рахман – Странная любовь - Алла Ракха Рахман – Мими - Амаал Маллик – Saina - Амит Триведи – Прекрасная возлюбленная - Сачин-Джигар – Любовь в Чандигархе                                                       | - Танишк Багчи, Б Праак, Яани, Джаслин Роял, Джавед-Мохсин и Викрам Монтрозе – Шершах - Алла Ракха Рахман – Странная любовь - Алла Ракха Рахман – Мими - Амаал Маллик – Saina - Амит Триведи – Прекрасная возлюбленная - Сачин-Джигар – Любовь в Чандигархе                                                       | - Каусар Мунир – "Lehra Do" – 83 - Иршад Камиль – "Rait Zara Si" – Странная любовь - Яани – "Mann Bharrya 2.0" – Шершах - Манодж Мунташир – "Parinda" – Saina - Танишк Багчи – "Raataan Lambiyaan" – Шершах                                                                                        | - Каусар Мунир – "Lehra Do" – 83 - Иршад Камиль – "Rait Zara Si" – Странная любовь - Яани – "Mann Bharrya 2.0" – Шершах - Манодж Мунташир – "Parinda" – Saina - Танишк Багчи – "Raataan Lambiyaan" – Шершах                                                                                        | - Каусар Мунир – "Lehra Do" – 83 - Иршад Камиль – "Rait Zara Si" – Странная любовь - Яани – "Mann Bharrya 2.0" – Шершах - Манодж Мунташир – "Parinda" – Saina - Танишк Багчи – "Raataan Lambiyaan" – Шершах                                                                                        |
| Лучший мужской закадровый вокал | Лучший мужской закадровый вокал | Лучший мужской закадровый вокал | Лучший женский закадровый вокал | Лучший женский закадровый вокал | Лучший женский закадровый вокал |
| - Б Праак – "Mann Bharrya" – Шершах - Ариджит Сингх – "Lehra Do" – 83 - Ариджит Сингх – "Rait Zara Si" – Странная любовь - Девендрапал Сингх – "Lakeeran" – Прекрасная возлюбленная - Джубин Наутиял – "Raataan Lambiyaan" – Шершах                                                                               | - Б Праак – "Mann Bharrya" – Шершах - Ариджит Сингх – "Lehra Do" – 83 - Ариджит Сингх – "Rait Zara Si" – Странная любовь - Девендрапал Сингх – "Lakeeran" – Прекрасная возлюбленная - Джубин Наутиял – "Raataan Lambiyaan" – Шершах                                                                               | - Б Праак – "Mann Bharrya" – Шершах - Ариджит Сингх – "Lehra Do" – 83 - Ариджит Сингх – "Rait Zara Si" – Странная любовь - Девендрапал Сингх – "Lakeeran" – Прекрасная возлюбленная - Джубин Наутиял – "Raataan Lambiyaan" – Шершах                                                                               | - Азис Каур – "Raataan Lambiyaan" – Шершах - Азис Каур – "Lakeeran" – Прекрасная возлюбленная - Неха Каккар – "Matlabi Yariyan" – Мира, девушка в поезде - Прия Сарайя – "Kalle Kalle" – Любовь в Чандигархе - Шрея Гхошал – "Chaka Chak" – Странная любовь - Шрея Гхошал – "Param Sundari" – Мими | - Азис Каур – "Raataan Lambiyaan" – Шершах - Азис Каур – "Lakeeran" – Прекрасная возлюбленная - Неха Каккар – "Matlabi Yariyan" – Мира, девушка в поезде - Прия Сарайя – "Kalle Kalle" – Любовь в Чандигархе - Шрея Гхошал – "Chaka Chak" – Странная любовь - Шрея Гхошал – "Param Sundari" – Мими | - Азис Каур – "Raataan Lambiyaan" – Шершах - Азис Каур – "Lakeeran" – Прекрасная возлюбленная - Неха Каккар – "Matlabi Yariyan" – Мира, девушка в поезде - Прия Сарайя – "Kalle Kalle" – Любовь в Чандигархе - Шрея Гхошал – "Chaka Chak" – Странная любовь - Шрея Гхошал – "Param Sundari" – Мими |

### Премии критиков
| Лучший фильм по мнению критиков | Лучший фильм по мнению критиков |
| --- | --- |
| - Шуджит Сиркар – Командир Сингх - Амит Масуркар – Тигрица - Дибакар Банерджи – Sandeep Aur Pinky Faraar - Сима Бхаргава – Вся семья Рампрасада | |
| Лучшая мужская роль | Лучшая женская роль |
| - Вики Каушал – Командир Сингх в роли Удхам Сингх - Абхишек Баччан – Боб Бисвас в роли Боб Бисвас - Пратик Ганди – Бхавай в роли Раджа Рам Джоши - Ранвир Сингх – 83 в роли Капил Дев - Викрант Масси – Прекрасная возлюбленная в роли Ришабх Саксена | - Видья Балан – Тигрица в роли Видья Винсент - Суприя Патхак – Вся семья Рампрасада в роли Amma - Тапси Панну – Прекрасная возлюбленная в роли Рани Кашьяп |

### Специальные награды
| Специальная премия Filmfare                                       | Специальная премия Filmfare |
| ----------------------------------------------------------------- | --------------------------- |
| - Не вручалась                                                    |                             |
| Премия журнала «Filmfare» за вклад в кинематографию               |                             |
| - Субхаш Гхай                                                     |                             |
| Filmfare Award имени Р. Д. Бурмана для новых музыкальных талантов |                             |
| - Не вручалась                                                    |                             |

### Технические награды
Номинанты были объявлены 30 июля 2022 года.
| Лучший монтаж | Лучшая работа художника-постановщика | Лушая хореография |
| --- | --- | --- |
| - А. Срикар Прасад – Шершах - Аджай Шарма, Швета Венкат – Ракета Рашми - Бакул Балджит Матияни – Sandeep Aur Pinky Faraar - Шекхар Праджапати – Командир Сингх - Дипика Калра – Тигрица - Нитин Байд – 83 | - Манси Дхрув Мехта и Дмитрий Малич – Командир Сингх - Акрополис, Ражниш Хедао и Пол Роуэн – 83 - Амит Рай и Субрата Чакраборти – Шершах - Апарна Суд и Гарима Матур – Sandeep Aur Pinky Faraar - Девика Дэйв – Тигрица - Дурга Прасад Мохапатра – Ракета Рашми | - Виджай Гангули – "Chaka Chak" – Странная любовь - Фара Хан – "Tip Tip" – Сурьяванши - Ганеш Ачария – "Param Sundari" – Мими - Пиюш-Шазия – "Nadiyon Paar" – Рухи - Виджай Гангули – "Little Little" – Странная любовь |
| Лучшая операторская работа | Лучший звук | За влияние в киноиндустрии |
| - Авик Мукхопадхьяй – Командир Сингх - Анил Мехта – Sandeep Aur Pinky Faraar - Асим Мишра – 83 - Камалджит Неги – Шершах - Неха Парти Матияни – Ракета Рашми - Ракеш Харидас – Тигрица                    | - Депанкар Таки, Нихар Ранджан Самал – Командир Сингх - Аниш Джон – Тигрица - Ганеш Гангадхаран – 83 - Санджай Маурья, Олвин Рего – Любовь в Чандигархе | - Шантану Мойтра – Командир Сингх - Алла Ракха Рахман – 99 песен - Amar Mangrulkar – Прекрасная возлюбленная - Клинтон Середжо, Бьянка Гомес, Шор Полис – Боб Бисвас - Джон Стюарт Эдури – Шершах - Джулиус Пакьям – 83 |
| Лучший дизайн костюмов | Лучшая постановку боевых сцен | Лучшие спецэффекты |
| - Вира Капур Ии – Командир Сингх - Эка Лакхани – Шершах - Нита Лулла, Дипали Нур – Лидер - Рохит Чатурведи – Ракета Рашми - Рохит Чатурведи – Sandeep Aur Pinky Faraar                                    | - Стефан Рихтер, Сунил Родригез – Шершах - Аллан Амин – Ураган - Роб Миллер, Амар Шетти – 83 - Сунил Родригез – Сурьяванши - Викрам Дахия – Окончательная правда                                                                                                | - VFXwaala, Edit FX Studios – Командир Сингх - NY VFXwaala – Сурьяванши - Red Chillies VFX – Шершах - ReDefine – 83 - Unifi Media – Лидер                                                                               |

### Награды короткометражных фильмов
| Лучший короткометражный фильм         | Лучший короткометражный фильм         | Лучший короткометражный фильм         | Лучший короткометражный фильм           | Лучший короткометражный фильм           | Лучший короткометражный фильм           |
| Фантастика                            | Фантастика                            | Не-фантастика                         | Не-фантастика                           | Выбор зрителей                          | Выбор зрителей                          |
| ------------------------------------- | ------------------------------------- | ------------------------------------- | --------------------------------------- | --------------------------------------- | --------------------------------------- |
| Sorry Bhaisaab                        | Sorry Bhaisaab                        | Varsa                                 | Varsa                                   | Masterji                                | Masterji                                |
| Лучший актёр (Короткометражный фильм) | Лучший актёр (Короткометражный фильм) | Лучший актёр (Короткометражный фильм) | Лучшая актриса (Короткометражный фильм) | Лучшая актриса (Короткометражный фильм) | Лучшая актриса (Короткометражный фильм) |
| Кумуд Мишра - Itwaar                  | Кумуд Мишра - Itwaar                  | Кумуд Мишра - Itwaar                  | Сампа Мандал - Sapna                    | Сампа Мандал - Sapna                    | Сампа Мандал - Sapna                    |

## Спор
Актриса Кангана Ранаут на личной странице в социальной сети Instagram сообщила, что подаст в суд на организаторов кинопремии Filmfare Awards из-за их коррумпированости и обвинила их в том, что они вручают награды только за участие в церемонии. Первоначально она была номинирована на категорию лучшей актрисы за роль в фильме Лидер, но после её заявлений организаторы сняли её с номинации и отвергла её обвинения.

## Количество номинаций и наград за фильм
| Номинации | Фильм                    |
| --------- | ------------------------ |
| 19        | Шершах                   |
| 14        | 83                       |
| 14        | Командир Сингх           |
| 11        | Ракета Рашми             |
| 10        | Sandeep Aur Pinky Faraar |
| 9         | Тигрица                  |
| 8         | Прекрасная возлюбленная  |
| 7         | Вся семья Рампрасада     |
| 6         | Мими                     |
| 5         | Странная любовь          |
| 4         | Любовь в Чандигархе      |
| 4         | Saina                    |
| 3         | Боб Бисвас               |
| 3         | Сурьяванши               |
| 3         | Лидер                    |
| 2         | Мира, девушка в поезде   |

| Наград | Фильм          |
| ------ | -------------- |
| 9      | Командир Сингх |
| 7      | Шершах         |
| 3      | Мими           |
| 2      | 83             |